# Muliphen
Muliphen (gamma Canis Majoris) is een ster in het sterrenbeeld Grote Hond (Canis Major). De spectraalklasse van de ster is B8II; het is een heldere reus. De schijnbare magnitude van Muliphen is 4,12 en de afstand 430 lichtjaar.